# Релативистична струя
Релативистичната струя е астрономическо явление, при което потоци от йонизирана материя се излъчват по оста на въртене под формата на дълъг лъч. Изключително ускорената материя в лъча може да приближи скоростта на светлината (релативистична скорост, откъдето произлиза и името на това явление).
Образуването и захранването на релативистичните струи са твърде сложни процеси и са свързани с много и различни видове високоенергийни астрономически източници. Те вероятно се пораждат от динамичните взаимодействия в акреционните дискове, където процесите често са свързани с компактни централни тела, като например черни дупки, неутронни звезди или пулсари. Едно от обясненията за явлението включва преплетени магнитни полета, които са подреждат така, че насочват два диаметрално противоположни лъча навън от централния изток под малки ъгли (под 1%). Струите могат да се влияят от ефекта на увличане на инерционната отправна система в общата теория на относителността.
Едни от най-големите и най-активните релативистични струи се създават от свръхмасивни черни дупки в центровете на активни галактики, като например квазари или радиогалактики. Такива струи могат да достигат милиони парсека дължина. Други небесни тела, които могат да имат релативистични струи са катаклизмичните променливи звезди, рентегеновите двойни звезди и избухвания на гама-лъчи. Други са свързани със звездообразуващи области, включително звезди от тип Т Телец и обекти на Хербиг-Аро, които се образуват от взаимодействието на струи в междузвездната среда. Биполярните изходящи потоци или струи могат да са свързани с протозвезди, планетарни мъглявини или протопланетарни мъглявини.
Когато скоростта на струята се доближи до тази на светлината, тя започва да проявява значителни ефекти от специалната теория на относителността. Вследствие от тях е възможно привидната яркост на лъча да се измени. Масивните черни дупки в центровете на галактиките притежават най-мощните струи, но тяхната структура и поведение са подобни на тези на по-малките неутронните звезди и черни дупки. Системите на свръхмасивните черни дупки често се определят като микроквазари и скоростта им варира в широки граници.
Механизмите зад състава на струите са все още недобре изучени, макар някои изследвания да предпочитат модели, в които струите са съставени от електрически неутрална смес от ядра, електрони и позитрони, докато други предпочитат струи, съставени от позитрон-електронна плазма. Остатъчни ядра, пометени от релативистична позитрон-електронна струя, биха имали изключително голяма енергия, тъй като тази по-тежки частици биха добили скоростта на позитроните и електроните.
Най-голямата релативистична струя в Млечния път е тази на пулсара IGR J11014-6103. Нейната скорост достига 80% скоростта на светлината. От него са засечени рентгенови лъчи, но не и радиолъчи или акреционен диск. Първоначално се е смятало, че този пулсар има много бързо въртене, но по-късните измервания сочат, че скоростта му на въртене е едва 15,9 Hz. Такава малка скорост на въртене и липса на акреционен материал подсказва, че струята не се захранва нито от въртене, нито от акреция, макар че изглежда подравнена според оста на въртене на пулсара и перпендикулярна на равнината на движението му в космоса.